# Военен конфликт в Република Македония (2001)
Военният сблъсък в Република Македония от януари – ноември 2001 г. е въоръжен конфликт, започнал, когато етническите албанци от Армията за национално освобождение нападат силите за сигурност на Република Македония в началото на януари 2001 г. Конфликтът продължава почти година, макар че общият брой на жертвите остава ограничен до няколко десетки от всяка страна, според източници и от двете страни на конфликта.

## Начало на албанските бунтове
Първите действия на етническите албанци в Република Македония започват в края на 2000 г. и в началото на 2001. Бунтуващите се действат по модел, подобен на този в Косово от края на 1997 и началото на 1998 г., според който те постепенно взимат контрола на едно село след друго. Неалбанското население е принудено да напусне. Но през януари-февруари 2001 бойните действия против властите започват.
Правителството отначало не прави нищо срещу ситуацията, защото получава уверения, че това, което се прави, не е насочено срещу Република Македония. Доволни от отговора и увещанията, властите изчакват почти два месеца и тогава ситуацията почти излиза от контрол, всъщност правителството е изненадано.
През януари 2001 г. група, наричаща се Армия за национално освобождение, се появява и поема отговорността за нападенията над полицията. Ръководители на АНО включват Али Ахмети, чичо му Фазли Велиу, всички от Западна Македония. Те твърдят, че имат „между няколкостотин и хиляди“ бойци, включително ислямски фундаменталисти, чужди наемници и муджахидини. Те не са подкрепени от нито една от двете главни албански политически партии. Правителството на Република Македония твърди, че бунтовниците са от Армията за освобождение на Косово, която е навлязла в страната откъм Косово. Всъщност бойците на АНО смятат Косово за безопасно място, където могат да се оттеглят в случай на по-сериозни действия на силите на Република Македония срещу тях.

## Последици
След Охридското споразумение бунтовниците се съгласяват да прекратят огъня през юни, но има друго споразумение през август, преди да се установи последното през януари 2002 г. Според Охридското споразумение правителството на Република Македония увеличава правата на албанското население, което съставлява 25,3% от цялото население на Република Македония. Тези права включват приемането на албанския език за втори официален език в Република Македония, увеличаване на участието на етнически албанци в правителствените институции, полиция и армия. Най-важното, на което се съгласява правителството на Република Македония, е нов модел на децентрализация.